# Phare de Peñíscola
Le phare de Peñíscola est un phare situé dans la ville de Peníscola, sous le château de Pierre de Lune, dans la province de Castellón (Communauté valencienne) en Espagne. Le phare est classé Bien d'intérêt local de la communauté valencienne.
Il est géré par l'autorité portuaire de Castellón de la Plana.

## Histoire
Le phare a été mis en service en 1899. En 1920, le système optique a été transformé et le phare a été électrifié en 1929. La dernière modification du feu matirime a eu lieu en 1970 où il a acquis ses caractéristiques actuelles.
Le bâtiment du phare est une tour octogonale en maçonnerie de 11 mètres de haut, avec galerie double et lanterne, attaché au front d'une maison de gardiens de deux étages. Le bâtiment est peint en blanc et la lanterne est grise. Le phare est habité, mais il n'est pas visitable.
Identifiant : ARLHS : SPA067 ; ES-27150 - Amirauté : E0232 - NGA : 5520 .
|                    |
| Phare de Peniscola |

|          |
| Le phare |

### Lien connexe
- Liste des phares d'Espagne